# ديناميكا الموائع المغناطيسية

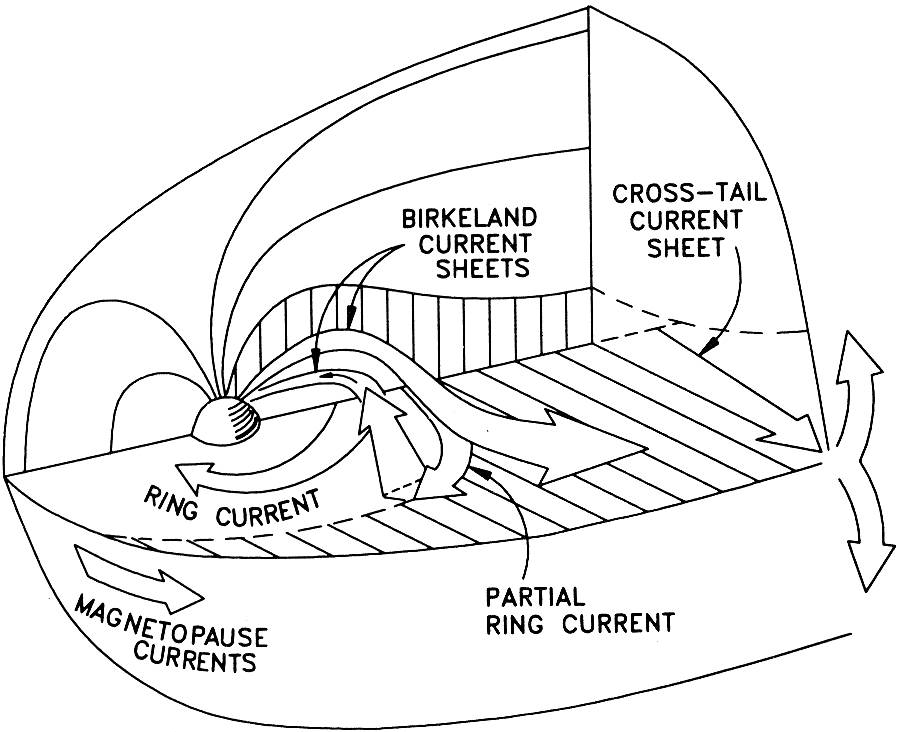

ديناميكا الموائع المغناطيسية  (بالإنجليزية: (Magnetohydrodynamik (MHD) هو أحد فصول علم الفيزياء ، يصف مفاعلة السوائل الموصلة للكهرباء تحت تأثير مجال مغناطيسي أو مجال كهربائي. وهذه الديناميكا تتعامل أيضا مع الغازات التي تتأثر بالمجال المعناطيسي (MGD) وبصفة خاصة ديناميكا مغناطيسية البلازما (MPD). وفي إطار دراسة ديناميكا مغناطيسية البلازما يفترض اعتبار البلازما سائلا مشحونا . وتعتمد صيغة ديناميكا الموائع المغناطيسية على الإجماع بين ديناميكا الموائع ومعادلات ماكسويل للإلكتروديناميك .